# كلاوديو أوريغو لارين
كلاوديو بنجامين أورريجو لارين كلاوديو بنجامين أوريغو لارين (من مواليد ديسمبر 20 ، 1966)هو محام تشيلي وسياسي ديمقراطي مسيحي ، ووزير الدولة السابق للرئيس ريكاردو لاغوس ، والعمدة السابق لبلدية بينالولين و Intendente السابق لمنطقة العاصمة سانتياغو. في عام 2020 ، أطلق ترشيحه لحكومة سانتياغو الإقليمية الحضرية.
في عام 2013 حاول دون جدوى أن يصبح الرسالة الرئاسية للمعارضة نويفا مايوريا للانتخابات المقرر إجراؤها في نهاية ذلك العام ، وهي تسمية سقطت أخيرا ، بالتصويت الشعبي ، إلى الاشتراكية ميشيل باشيليت.
كانت بالضبط هي التي عينته في بداية عام 2014 في منصب رئيس البلدية بمجرد وصوله إلى الحكومة ، التي شغلها حتى نهاية الإدارة في عام 2018. .

## الأسرة والدراسات
وهو ابن الأكاديمي الراحل والباحث والمؤرخ والسياسي الديمقراطي المسيحي كلاوديو أوريغو فيكونيا وفالنتينا لارين بونستر ، السكرتير الشخصي لرئيس الجمهورية 1990-1994 باتريسيو أيلوين.وهو حفيد كبير للمفكر والسياسي بنجامين فيكونيا ماكينا. .
درس في كلية سانت جورج في العاصمة وحصل على جائزة أفضل فئة جورجية في عام 1984.محام من Pontificia Universidad Católica de Chile ، حيث ترأس اتحاد الطلاب (Feuc) ، كما حصل على درجة الماجستير في السياسة العامة من جامعة هارفارد ، في الولايات المتحدة.

## الحياة السياسية

### البداية
بين 1996 و 2000 كان مستشارا لـ Peñalolén.
كان نائب رئيس تطوير الأعمال في سوندا منذ يونيو 2001 ، وهو المنصب الذي استقال منه للترشح لعمدة Peñalolén في عام 2004 ، وفاز بنسبة 48.60 ٪ من الأصوات.

### عمدة بينالولين
ومن بين مشاريعها ، فإن أكثرها رمزية كعمدة تشمل ثلاثة مكاتب جديدة ذات جودة أعلى من المعتاد ، ونهاية القرار نازور وتشييد حديقة في مثل هذه التضاريس ، ومركز شرطة جديد في قطاع لو هيرميدا ، والمركز الثقافي والمركز الرياضي تشيمكوي ، وإنشاء مدرستين مبتكرتين في ميكروسوفت الأمريكية وإنشاء مكتب للإسكان البلدي لمعالجة محنة الآلاف من الناس.

## التاريخ الانتخابي

### الانتخابات البلدية عام 1996
- الانتخابات البلدية لعام 1996 لمجلس بلدية بينالولين [3]

| مرشح                  | عهد                     | تطابق     | الأصوات | ٪     | حصيلة    |
| --------------------- | ----------------------- | --------- | ------- | ----- | -------- |
| كارلوس الاركون كاسترو | الاتحاد من أجل تشيلي    | الهند- RN | 18 223  | 24.15 | عمدة     |
| كلاوديو أوريغو لارين  | حفلة من أجل الديمقراطية | العاصمة   | 16 446  | 21.79 | عضو مجلس |
| نيبالدو مورا أورتيجا  | الاتحاد من أجل تشيلي    | UDI       | 7358    | 9.75  | عضو مجلس |
| ليوناردو جويرا مدينا  | حفلة من أجل الديمقراطية | PPD       | 6295    | 8.34  | عضو مجلس |

### الانتخابات البلدية 2004
- الانتخابات البلدية لعام 2004 لاختيار رئيس بلدية بينالولين [4]

| مرشح                    | عهد                     | تطابق     | الأصوات | ٪     | حصيلة |
| ----------------------- | ----------------------- | --------- | ------- | ----- | ----- |
| كلاوديو أوريغو لارين    | حفلة من أجل الديمقراطية | العاصمة   | 37 322  | 48.60 | عمدة  |
| كارلوس الاركون كاسترو   | تحالف                   | الهند- RN | 35 312  | 45.99 |       |
| سوزانا كوردوفا رودريغيز | معا نستطيع              | PH        | 4155    | 5.41  |       |

| مرشح                    | عهد                | تطابق      | الأصوات | ٪     | حصيلة |
| ----------------------- | ------------------ | ---------- | ------- | ----- | ----- |
| كلاوديو أوريغو لارين    | التوفيق الديمقراطي | العاصمة    | 46 419  | 58.42 | عمدة  |
| كارلوس الاركون كاسترو   | تحالف              | الهند- UDI | 29 030  | 36.53 |       |
| سوزانا كوردوفا رودريغيز | معًا نستطيع المزيد  | PH         | 4003    | 5.03  |       |

| مرشح                      | عهد                     | تطابق    | الأصوات | ٪     | حصيلة          |
| ------------------------- | ----------------------- | -------- | ------- | ----- | -------------- |
| ريد إدواردز سيلفا         | الجمهوريون              | PLR      | 168.768 | 6.7   |                |
| كارينا أوليفا بيريز       | جبهة واسعة              | كومنز    | 581439  | 23.36 | الجولة الثانية |
| كاتالينا باروت دونوسو     | تشيلي تعال              | إيفوبولي | 378633  | 14.98 |                |
| ناتالي جوينانت باتشيكو    | علماء البيئة والمستقلين | PEV      | 387.633 | 15.21 |                |
| بابلو المالطي بيسكوبوفيتش | دعونا نؤنس تشيلي        | PH       | 265497  | 10.67 |                |
| كلاوديو أوريغو لارين      | الوحدة التأسيسية        | PDC      | 632869  | 25.42 | الجولة الثانية |
| فريزيا كويلودران راموس    | الاتحاد الوطني          | UPA      | 38504   | 1.55  |                |
| ريكاردو مارتينيز فالنسيا  | الإقليميون الأخضر       | FRVS     | 52812   | 2.12  |                |

1. ↑  "Claudio Orrego, candidato a gobernador: "La gran herida de la Región Metropolitana es la desigualdad" « Diario y Radio U Chile" (بالإسبانية الأوروبية). Archived from the original on 2021-05-15. Retrieved 2021-05-14.
2. ↑  Diario Financiero (Santiago)، 29 de mayo de 2006, p.12
3. ↑  Elecciones.gov.cl Votación candidatos por comuna, alcaldes y concejales 1996
4. ↑  Elecciones.gov.cl Votación candidatos por comuna, alcaldes 2004